# جزیره یوراث
جزیره یوراث (به انگلیسی: Yorath Island) یک منطقهٔ غیر مسکونی در کانادا است که در ساسکاچوان واقع شده‌است. جزیره یوراث ۰ نفر جمعیت دارد.